# Sterre van Woudenberg
Sterre van Woudenberg (Apeldoorn, 5 juli 2000) is een Nederlandse actrice. Zij is o.a. bekend van de televisieserie Brugklas en de thriller serie Diepe Gronden.
Op 13-jarige leeftijd speelde ze in een regionale theaterproductie in Apeldoorn. Na haar middelbare school begon zij aan de studie Creative Business.
In 2019 ging de film Brugklas: de tijd van m'n leven in première, waarin ze samen met Vincent Visser de hoofdrol speelt.

## Filmografie

### Film
- 2019: Brugklas: de tijd van m'n leven, als Nola
- 2019: Whitestar, als Julia
- 2019: Planet B, als Charlie de Winter
- 2019: 7-OD, als Lisa
- 2020: Mind Shift, als Veerle
- 2021: Spirit Untamed, als Abigail Stone (stem)
- 2022: Zuiger, als Eva
- 2023: Perceptie, als Mia

### Televisie
- 2017-2020: Brugklas, als Nola
- 2022: Diepe Gronden, als Daphne Oosthoek
- 2024: The Passion, als discipel